# Frank MacKenzie (homme politique)
Pour les articles homonymes, voir Francis MacKenzie et MacKenzie.
Francis James Anderson MacKenzie (14 avril 1873-6 juillet 1932) est un homme politique canadien en Colombie-Britannique. Il est député provincial conservateur de Delta de 1909 à 1920.
MacKenzie meurt à White Rock en Colombie-Britannique en juillet 1932 à l'âge de 59 ans.